# Fritz Denks
Fritz Denks (* 26. Oktober 1911 in Mülheim an der Ruhr; † 31. Oktober 2006) war ein deutscher Politiker der SPD.

## Ausbildung und Beruf
Fritz Denks besuchte die Volksschule und die Berufsschule und erlernte den Beruf des Pflasterers. Nach einer schweren Kriegsverletzung absolvierte er einen Verwaltungslehrgang. Er arbeitete als Verwaltungsangestellter bei der Stadt Mülheim und der Allgemeinen Ortskrankenkasse Mülheim an der Ruhr.

## Politik
Fritz Denks war ab 1931 Mitglied der SPD und Mitglied der Gewerkschaft bereits ab 1927. Er fungierte als Vorstandsmitglied des SPD-Unterbezirks Mülheim/Ruhr.
Von November 1952 bis September 1970 war Denks Mitglied im Rat der Stadt Mülheim an der Ruhr. In Mülheim an der Ruhr war er von Oktober 1964 bis November 1969 Bürgermeister.
Fritz Denks war vom 25. Juli 1966 bis zum 27. Mai 1975 direkt gewähltes Mitglied des 6. und 7. Landtages von Nordrhein-Westfalen für den Wahlkreis 070 Mülheim I.